# Andrea Cistana
Andrea Cistana, né le 1er avril 1997 à Brescia en Italie, est un footballeur italien, qui évolue au poste de défenseur central au Spezia Calcio.

## Biographie

### En club
Né à Brescia en Italie, Andrea Cistana est un pur produit du centre de formation du Brescia Calcio. Il évolue dans les différentes équipes de jeunes mais ne parvient pas à se faire une place durablement dans le groupe professionnel. Cistana est alors prêté pour la saison 2016-2017 en Serie D, au Ciliverghe di Mazzano (en) où il joue 28 matchs et inscrit un but. Lors de la deuxième partie de la saison 2017-2018 il est à nouveau prêté, cette fois à l'AC Prato, en Serie C. Il joue en tout dix matchs avec ce club, principalement au poste d'arrière droit.
Cistana est de retour dans son club formateur et lors de la saison 2018-2019 alors que son club se situe en Serie B. Il joue son premier match avec l'équipe première de Brescia le 15 septembre 2018, lors du match nul face au Delfino Pescara (1-1). Lors de cette saison il parvient à s'imposer en tant que titulaire en défense, jouant en tout 30 matchs, et contribue à la montée du club à l'échelon supérieur puisque Brescia est sacré champion au terme de la saison. Il glane ainsi le premier titre de sa carrière professionnelle.
Andrea Cistana fait ses débuts en Serie A, l'élite du football italien, lors de la saison 2019-2020. Le 25 août 2019 il joue son premier match dans l'élite lors de la première journée face au Cagliari Calcio. Titulaire en défense centrale ce jour-là, il voit son équipe s'imposer sur le score de un but à zéro. Cistana inscrit son premier but en Serie A le 15 septembre 2019, contre le Bologne FC. Il ne peut toutefois empêcher la défaite de son équipe ce jour-là (3-4 score final).
Le 1er décembre 2021, Cistana donne la victoire à son équipe lors d'une rencontre de championnat face au Parme Calcio en étant l'unique buteur de la partie.

### En équipe nationale
En novembre 2019, il est convoqué pour la première fois avec l'équipe nationale d'Italie. Il ne joue toutefois aucun match lors de ce rassemblement.

## Palmarès
Brescia Calcio
- Championnat d'Italie de D2 (1) :
  - Champion : 2018-19.